# Villar de los Navarros
Villar de los Navarros é um município da Espanha na província de Saragoça, comunidade autónoma de Aragão. Tem 49,56 km² de área e em 2021 tinha 130 habitantes (densidade: 2,6 hab./km²).

## Demografia
| Variação demográfica do município entre 1991 e 2004 | Variação demográfica do município entre 1991 e 2004 | Variação demográfica do município entre 1991 e 2004 | Variação demográfica do município entre 1991 e 2004 |
| --------------------------------------------------- | --------------------------------------------------- | --------------------------------------------------- | --------------------------------------------------- |
| 1991                                                | 1996                                                | 2001                                                | 2004                                                |
| 199                                                 | 158                                                 | 139                                                 | 143                                                 |